# Neumoconiosis
La neumoconiosis es un conjunto de enfermedades pulmonares producidas por la inhalación de polvo y la consecuente deposición de residuos sólidos inorgánicos o —con menos frecuencia— partículas orgánicas en los bronquios, los ganglios linfáticos y o el parénquima pulmonar, con o sin disfunción respiratoria asociada.
El tipo, cantidad, tamaño y plasticidad de las partículas inhaladas así como la duración de la exposición y la resistencia individual determinan el tipo de sintomatología, así como el curso de la enfermedad.
El término neumoconiosis maligna se aplica a una marcada fibrosis progresiva del pulmón, que llevan a limitaciones funcionales severas. Algunos ejemplos son la silicosis, la asbestosis, talcos, antrosilicosis y otras fibras minerales. 
La neumoconiosis benigna suelen ser episodios inactivos de almacenamiento del irritante, o reacciones inflamatorias alérgicas, a veces con cambios fibróticos, por ejemplo, la neumoconiosis por aluminio (también llamada «aluminosis del pulmón»), beriliosis, bagazosis, bisinosis, neumoconiosis asociada a tuberculosis y el polvo de hierro en el pulmón.
La silicosis es actualmente la más común de las neumoconiosis, la cual se evalúa, clasifica e indemniza como una enfermedad profesional.
En 2013, provocó 260 000 muertes en todo el mundo, frente a las 251 000 muertes de 1990.  De estas muertes, 46 000 se debieron a silicosis , 24 000 a asbestosis y 25 000 a neumoconiosis de los trabajadores del carbón.

## Historia
El término neumoconiosis fue introducido por Zenker en 1867 y deriva del griego pneuma: ‘aire’ y kovni (o kónis): ‘polvo’. La primera vez que se diferenció el polvo de origen inorgánico del orgánico como agente etiológico de neumopatías de etiología laboral fue en las descripciones de Charles Thackrah en 1831. Sin embargo, ya en 1494 se hablaba de los efectos perjudiciales del polvo inhalado por los mineros, fruto de la explotación indígena en América Latina.

## Patogenia
La neumoconiosis es una enfermedad laboral del pulmón en donde es necesario que los polvos o los otros agentes causantes penetren en el árbol respiratorio. Las partículas de un diámetro aerodinámico mayor de 10 µm suspendidas en el aire inhalado, solo llegan a ser depositados en las vías respiratorias altas. Las partículas de menor tamaño son capaces de penetrar profundamente hasta los bronquiolos respiratorios y los alvéolos. No sólo es importante el tamaño, sino que también la forma y la densidad de la partícula.
La sedimentación y la difusión son los mecanismos responsables de la mayoría de los depósitos de partículas irritantes en las vías aéreas.

### Silicosis

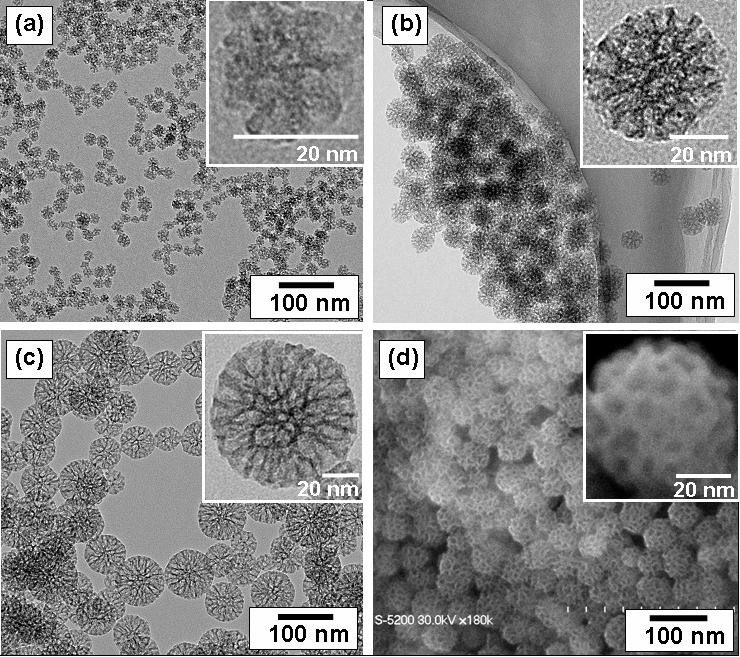
Micropartículas de sílice, la inhalación de las cuales produce silicosis.

Es una fibrosis progresiva, granulomatosa, hialinizante, que se produce en sitios de trabajo donde se facilita el depósito de polvo de cristales de sílice libre (SiO2). El polvo de silicie existe en forma natural como cristales de la roca (cuarzo), arena, cuarcita y otras. Si estas partículas son inhaladas de manera persistente en tamaño de 0,5 µm de diámetro o menores se aumenta el riesgo de silicosis. Es especialmente frecuente en mineros de carbón y arcilla, obreros de la industria del acero y del cemento empleados en la construcción de túneles, por ejemplo, y la picapedrería (mármol) o cerámica (porcelana). Las personas que trabajan con vidrio también están altamente expuestos a este elemento.
La silicosis es la enfermedad pulmonar ocupacional más común en todo el mundo, ocurre en todas partes, pero es especialmente común en los países en desarrollo. De 1991 a 1995, China reportó más de 24 000 muertes a causa de la silicosis cada año. En los Estados Unidos, Se estima que más de dos millones de trabajadores están expuestos a polvo de sílice cristalino libre y 59.000 de estos trabajadores desarrollará la silicosis en algún momento durante el curso de su vida.

### Asbestosis

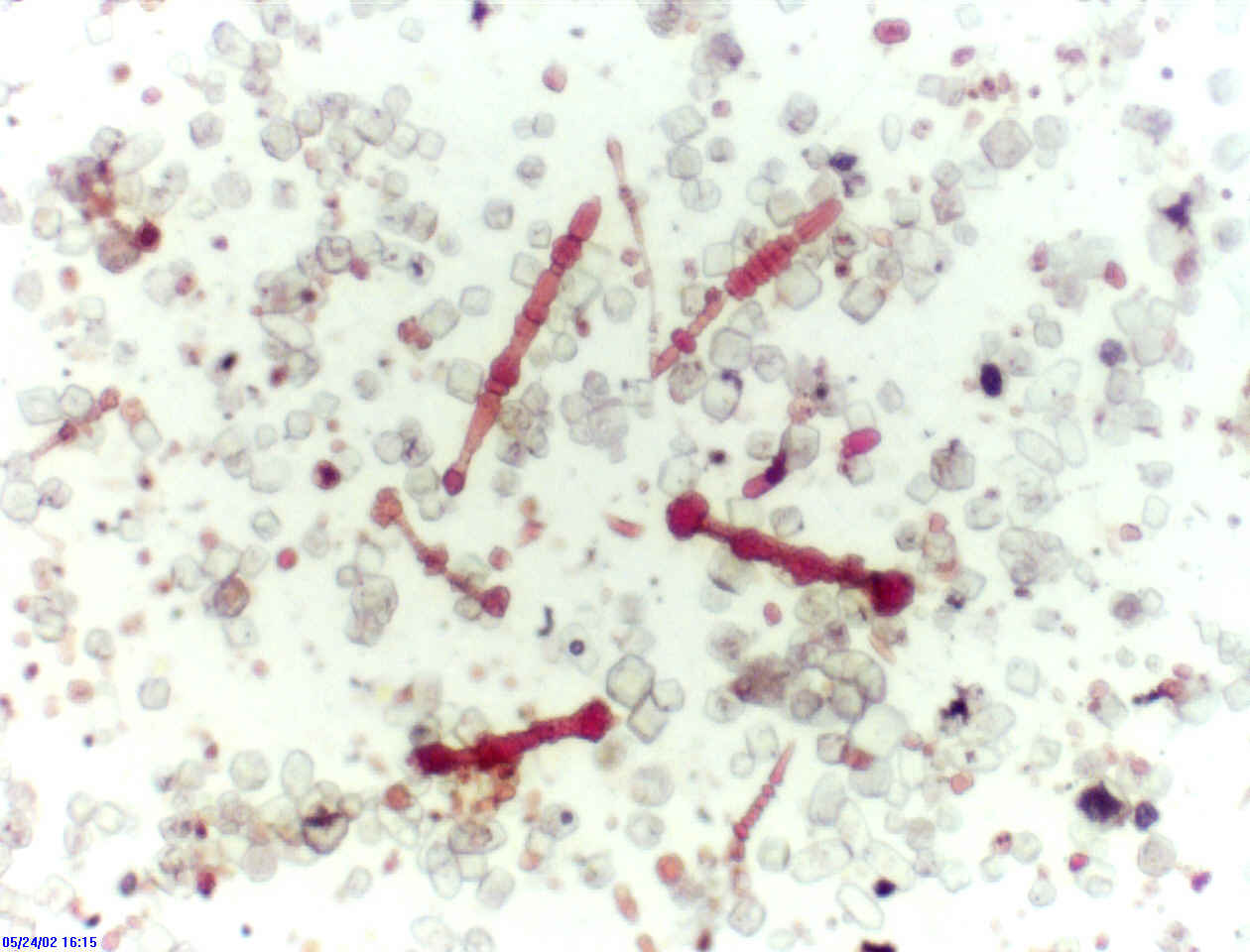
Cuerpos de asbestos en una preparación microscópica, previa digestión del tejido pulmonar.

La asbestosis es una fibrosis pulmonar que se produce por inhalación progresiva de polvo de asbesto, que incluye un número de silicatos de magnesio y hierro. Los tres tipos más importantes son:
- crisotilo (Mg3Si2O5(OH)4, amianto blanco)
- crocidolita (Na2Fe2+3Fe3+2Si8O22 (OH)2, amianto azul) y
- amosita (asbesto pardo).

El primero queda en las vías superiores y los otros dos alcanzan la periferia del pulmón. Las fibras más cortas (10 µm o menos) son fagocitadas o rodeadas por macrófagos que forman granulomas. Las más grandes, simultáneamente favorecen la precipitación de proteínas y hierro endógeno con la fibra misma como núcleo constituyendo así el llamado cuerpo ferruginoso o cuerpo de asbesto. Estos son estructuras delgadas, alargadas, en forma de bastón, amarillo cobrizos, de hasta 50 µm de largo. La asbestosis puede producir la muerte debido a insuficiencia respiratoria ( la incapacidad del organismo para obtener el oxígeno necesario) o por fallo del corazón para bombear sangre a través de los pulmones fibróticos.
Los pacientes desarrollan insuficiencia respiratoria y también hipertensión pulmonar con cor pulmonale. La asbestosis predispone a la tuberculosis. La asbestosis es la única neumoconiosis con mayor riesgo de cáncer bronquial. Este riesgo es mayor con los años o con mayor exposición y en fumadores.

### Beriliosis
La beriliosis es una enfermedad poco frecuente caracterizada por una fibrosis progresiva, granulomatosa que afecta a los pulmones y otros órganos por la inhalación de sales de berilio. El berilio y sus compuestos se emplean en la fabricación de aparatos resistentes al fuego, cuerpos incandescentes y sustancias fluorescentes. Los pacientes afectados sufren de síntomas inusuales tales como disnea, tos, pérdida de peso y dolor en las articulaciones.
Las partículas de polvo de berilio se depositan de forma aguda en el pulmón y, en el 50% de los casos, en los ganglios linfáticos regionales. Después de algunos días o semanas se desarrolla una neumonía aguda. El daño crónico se observa en el 2% de los expuestos en quienes aparecen numerosos granulomas productivos similares a los de la sarcoidosis y una infiltración de linfocitos y células plasmáticas en el intersticio pulmonar. Rara vez migran para formar granulomas en el bazo, el hígado y la glándula suprarrenal. La patogenia se basa en la formación de una reacción de hipersensibilidad con la sensibilización de las linfocitos T colaboradores.

### Estanniosis o Estañosis
Se trata de una neumoconiosis no fibrogénica que se produce por la inhalación y depósito pulmonar de óxido de estaño. Es muy poco frecuente ya que las posibilidades de exposición industrial son muy limitadas.

#### Signos y síntomas
Los posibles efectos sobre la salud se desconocen pero en principio para que no reduce la esperanza de vida, es inocuo. Y además, se trata de una patología que no produce síntomas ni alteración funcional respiratoria.

#### Pruebas diagnósticas
Una historia laboral de exposición al polvo junto con la alteración radiológica típica se utilizan para su diagnóstico.
Radiografía de tórax
Siendo esencial la radiografía de tórax, así la radiodensidad de los polvos de estaño es alta y se manifiestan en la radiografía de tórax con un patrón intersticial reticulonodular, que puede aparecer a los pocos años de la exposición o desaparecer con el tiempo después que ésta ha cesado.
Presenta las siguientes características: nodulación abundante, con nódulos de elevada densidad, de 2-4 mm de diámetro por todos los campos pulmonares. Las líneas B de Kerley son frecuentes y a veces pueden verse finas opacidades lineales en los campos superiores. No se producen grandes opacidades y los ganglios hiliares pueden verse radio-opacos, pero no están aumentados de tamaño. Se cree que tras el cese de la exposición, se puede producir una remisión de las alteraciones radiológicas, aunque no hay constancia de este hecho.
Estudio histológico pulmonar
Se observan máculas de color negro grisáceo, constituidas por densos agregados de macrófagos cargados de polvo a nivel peribroncovascular y perilinfáticos, y en los septos interlobulares, así como partículas de óxido de estaño en las paredes, espacios perivasculares y ganglios linfáticos.

#### Actividades de riesgo más frecuentes en la práctica clínica
- Actividades no mineras: utilización de tierras ricas en estaño en el relleno de piezas de hierro calentadas (fundición)
- Molienda, machacado y fusión del mineral
- Utilización del óxido de estaño en cerámica, esmaltados y pulido de granito
- Minería de estaño

El tiempo mínimo de exposición laboral puede oscilar desde 3 a 10 años en función de la intensidad de la exposición.
DURACIÓN MÍNIMA DE EXPOSICIÓN: 5 años
PERIODO MÁXIMO DE LATENCIA: 5 años

## Antracosis y neumoconiosis de los trabajadores del carbón
La antracosis pulmonar se trata de una enfermedad que se muestra como una coloración negra de la mucosa bronquial, que puede ser superficial o puede tratarse de puntos negros dispersos en la misma, donde la mucosa se encuentra retraída.
La antracosis se consideraba una complicación de la neumoconiosis de los trabajadores del carbón. En los países de occidente ha ido disminuyendo el número de pacientes con esta patología, sin embargo, en Asia sigue siendo un problema. En los estudios realizados con pacientes asiáticos es donde se descubre que la neumoconiosis no es la causa más frecuente de antracosis. Debido a estos estudios se comenzó a considerar la neumoconiosis de los trabajadores del carbón como una enfermedad profesional y la antracosis como una patología totalmente diferenciada de esta, dejándose de considerar los afectados por neumoconiosis en los estudios de antracosis.
Desde este momento la antracosis se considera solamente cuando está asociada a la sintomatología específica, antracofibrosis bronquial.
La neumoconiosis de los trabajadores del carbón es una enfermedad profesional que se puede prevenir, pero no tiene actualmente tratamiento. Es una enfermedad causada por polvo de carbón mixto, actualmente no se conoce realmente el polvo de qué producto lo causa, aunque sí que se ha podido diferenciar de la silicosis. Los estudios epidemiológicos actuales indican que el contenido en carbono del carbón es un indicador fiable de la incidencia de esta neumoconiosis. También se observa que el carbón alto en hierro biodisponible aumenta la incidencia de esta enfermedad. Otra causa de aumento de la incidencia es la profundidad de las minas, ya que a mayor profundidad más cantidad de polvo acumulado en el ambiente.

### Fisiopatología
El polvo se acumula en los pulmones formando máculas de 1 a 6 mm, de perímetro irregular. Estas manchas se tratan en realidad de macrófagos cargados de polvo, lo cual se puede observar al microscopio. Pueden derivar en enfisema pulmonar focal.
A largo plazo con una exposición continuada a altas concentraciones se producen lesiones nodulares palpables tanto micronódulos de menos de 7 mm de diámetro como macronódulos mayores de 8 mm y hasta 2 cm. Estos se generan en las bifurcaciones de los bronquiolos. Los nódulos contienen macrófagos alveolares que fagocitan el polvo y forman una cápsula alrededor de las partículas de polvo, que es lo que forma el nódulo de naturaleza fibrosa. Si la exposición es crónica los nódulos pueden llegar a converger y formar lesiones de más de 2 cm. Cuando se producen este tipo de lesiones la enfermedad se pasa a llamar neumoconiosis de los trabajadores del carbón complicada o fibrosis masiva progresiva.
La fibrosis masiva progresiva es una enfermedad agresiva que puede llegar a dañar vasos y vías aéreas seriamente.
Se ha observado neumoconiosis reumatoide en mineros del carbón. No existe una evidencia clara de que la artritis reumatoide sea causada por la exposición al carbón, pero se han encontrado varios casos de enfermos con neumoconiosis de los trabajadores del carbón con esta enfermedad concomitante.

### Mecanismos de patogenicidad y toxicidad del carbón
- Citotoxicidad directa: peroxidación de la membrana lipídica de las células pulmonares
- Activación de la producción de especies reactivas de oxígeno: en los macrófagos alveolares, lo cual lleva a mayor peroxidación lipídica.
- Estimulación de la secreción de citocinas y quimiocinas de los macrófagos o de las células alveolares: ambas actúan atrayendo leucocitos polimorfonucleados y macrófagos.
- Estimulación de la liberación de factores fibrogénicos: se producen factores que regulan el crecimiento de los fibroblastos, así como la síntesis de colágeno.[17]

### Diagnóstico
La minería del carbón se considera actualmente una causa muy evidente de disminución de funcionalidad del pulmón, incluso aunque no esté diagnosticada la neumoconiosis de los trabajadores del carbón.
Los síntomas más habituales son la tos y el esputo. También una falta de aire al hacer esfuerzo. Estos síntomas son probablemente consecuencia de una bronquitis crónica inducida por el polvo y una limitación del flujo de aire producida por fibrosis.
Actualmente la manera más habitual de diagnosticarlo es una radiografía de tórax, aunque puede no ser útil en ciertos casos debido a su baja especificidad en el diagnóstico de máculas y nódulos, pudiendo identificar lesiones cancerosas u otro tipo de trastornos como fibrosis.

### Prevención
La forma más fácil de prevenirlo es mediante la implementación de medidas de control de la exposición a polvo respirable, implementando límites de exposición y protocolos de monitorización de estos. Está comprobado además que las máscaras respiratorias no protegen de manera totalmente eficaz a los trabajadores.

## Tratamiento
La neumoconiosis complicada no tiene tratamiento curativo y es de importante prevalencia en muchas partes del mundo por lo que el trasplante de pulmón surge como una opción terapéutica útil y necesaria en muchos pacientes en etapa final de la enfermedad.